# 岡野昇
岡野 昇（おかの のぼる、1876年（明治9年）6月14日 - 1949年（昭和24年）4月28日）は、明治時代後期から昭和時代前期の土木工学者、鉄道官僚、実業家。

## 経歴・人物
東京市出身。1899年（明治32年）東京帝国大学工科大学土木科を卒業し、日本鉄道技師となり水戸保線事務所長を発令される。1905年（明治38年）信号や連鎖装置の視察のため欧米諸国の出張を経て、翌年同社が解散すると逓信省鉄道作業局に転じ、ベルリンに学んだ。ついで、帝国鉄道庁技師、鉄道院技師兼内務技師、鉄道院工務局長、鉄道省工務局長を経て、1924年（大正13年）鉄道次官に就任した。
のち実業界に転じ、西武鉄道副社長を経て、1926年（大正15年）同社社長に就任。ほか、秩父鉄道・理研工作機械各役員、鉄道会議議員、大阪市顧問、信号協会会長など要職を歴任した。

## 親族
- 子：岡野祐（実業家）[4]。
- 兄：岡野敬次郎（男爵、官僚、政治家、法学者）[5]
- 甥：岡野節（男爵）[2]